# Manipuláció
A manipuláció latin eredetű szó, "jelentése" kezelés, bánásmód.
A manipuláció egyfajta befolyásolás, amelynek célja mások attitűdjének, a beállítódásának átformálása, a viselkedés, a cselekvés, az érzelmek és a kogníció megváltoztatása, átszervezése. 
Általában manipuláció és a meggyőzés a befolyásolás kategóriájába tartozik.  A manipulációnál a befogadó nincs tudatában a befolyásoló szándéknak, de végül mégis annak megfelelő reakciót ad. A meggyőzésnél a befolyásoló szándéka ismert a befogadó előtt. Ezzel szemben a manipuláció leginkább megtévesztés, amelynek során a befogadó számára nem ismert a valódi cél.A társas kommunikációban gyakran találkozunk a manipulációval és lényegében minden társas kommunikatív szituációt jellemez bizonyos fokú manipuláció A kommunikáció szerves, elválaszthatlan részét alkotja.
A manipulációt többféle szempontból, számos kommunikációs modellen keresztül különböző módokon lehet definiálni. Éppen ezért a manipulációt tökéletesen egyértelműen nem lehet definiálni, a különböző modellekben adott definíciók alapján viszont összegyűjthetők azok a jegyek, amelyek a prototipikus manipulációt jellemzik.
A prototipikus manipulációra jellemző jegyek: 
1. manipulatív szándék megléte
2. bizonyíthatatlanság.

Az első és legfontosabb manipulációra utaló jegy a közlő részéről a manipulatív szándék megléte. A manipulatív szándék megléte pedig magába foglalja azt, hogy a közlő eltitkol, illetve elrejt valamit a befogadó elől – eltitkolja valamely maxima megsértését, a nyelvi aktus homlokzatfenyegető voltát, a manipulatív szándékát, vagy egy adott feltevéshalmazt. A befogadó oldaláról vizsgálva a manipulációt azt mondhatjuk, hogy a befogadó soha nem tudja bizonyítani, hogy manipuláció áldozata lett, csak következtethet rá.
A manipulátor célja az, hogy az általa befolyásolt személy ne legyen tudatában valódi szándékainak, higgye azt, hogy szabadon dönt, miközben a befolyásoló előzetes tervét hajtja végre.
A manipuláció során a manipulátor bár látszólag meghagyja a befolyásolt egyén személyes azonosságát és felelősségét, valójában, mivel saját céljainak rendeli alá, megfosztja autonómiájától és kooperációs képességétől.
A nyelvi manipuláció, mint a közvélemény, a társadalmi akarat tömegtájékoztatási eszközök útján megvalósuló szándékos befolyásolása, formálása tömeges méreteket igazán csak a XX. században öltött, és ez tragikus következményekhez is vezetett. Ebben az esetben az emberi magatartás olyanfajta befolyásolásáról van szó, melynek kideríthetetlennek kell maradnia, mert a manipulátor szándéka ezt követeli meg. A manipuláció sikere abban rejlik, hogy az információvevő nem tudja felismerni, ill. nagyon későn ismeri fel (ha egyáltalán felismeri) ezeket a manipulációs technikákat. Mire esetleg ezeket felismeri, akkorra már sikerült kialakítani benne a megfelelő magatartási formákat, ill. olyan cselekvésekre való akaratot, készséget, amelyek ellentétesek ugyan a vevő érdekeivel, viszont nagyon kívánatosak az adók szempontjából. A manipuláció hatékonyságáról Hitlernek például az volt a véleménye, hogy: " A propaganda elsősorban az érzelmekre hasson, s csak kisebb mértékben az értelemre. Nem szükséges, hogy a nép tudatosan gondolkodjék, hiszen az emberek felfogóképessége amúgy is meglehetősen korlátozott, intelligenciájuk csekély, viszont igen gyorsan felejtenek. Ehhez képest a hatásos propaganda csupán néhány pontra szorítkozhatik, s a jelmondatokat addig kell ismételnie, míg a közönség minden tagja megérti, hogy hogyan kell értenie azokat." (Pratkanis és Aronson 1992:188). 

## Manipuláció definíciók
Dr. Árvay Anett manipuláció-definíciója: A kommunikátor szemszögéből manipulációnak minősülnek azok az esetek, amelyekben jelen van a manipulatív stratégia, ami pedig a manipulatív szándék meglétére utal. A kommunikátor célja egy adott információ: tényállás vagy vélemény [...] elfogadtatása. {I1} lehet igaz vagy hamis; az elfogadtatása céljából alkalmazott stratégia azonban nem felel meg az együttműködő kommunikáció szabályainak.
Dr. Aczél Petra manipuláció definíciója: A manipuláció mindezek figyelembevételével a valóság képének megalkotása úgy, hogy azt a látszatot keltjük, hogy az maga a valóság. Stratégikus eljárás, melynek során először a befogadó lehetséges ellenvéleményét azonosítjuk, majd ehhez álcázzuk a valós szándékot. Interakción alapuló gyakorlat, amelyben a manipulátor kontrollt gyakorol mások fölött, a rejtésért, az információ megformálásának szándékosan kirekesztő, és torz módozataiért nem vállalva a felelősséget. A manipuláció a befogadó kommunikációs akarata, szándéka ellenére jön létre: társas öntudatlanságot, behódolást, azonosulást, illetve belsővé tételt vált ki. A beszéd eszközeit, a kontextus meghatározó jegyeit használja, ezek által gyakorol hatást, és az erőszakos hatalmat foglalja magában.
Zentai István manipuláció definíciója: Manipulációnak azokat a befolyásolási folyamatokat nevezzük, ahol a célszemély nincs tudatában a befolyásoló szándéknak, de végül mégis annak megfelelő reakciót ad.
Paul Chilton szerint a manipuláció ellen lehet védekezni, sőt, mivel a hazugság és félrevezetés lehetősége természetéből fakadóan benne rejlik a kommunikációban, egy következetesség-ellenőrző eszköz (consistency-checking device) a biológiai adaptáció eredményeként része az emberi kommunikációs eszköztárnak, ezért a manipuláció sikere éppúgy a befogadó felelőssége is, mint a manipulátoré.
Adolf Portmann a manipulációt emberi létünk egyik alapjelenségének tartja és szerinte akaratunkat csak akkor tudjuk érvényesíteni a céljaink elérése érdekében, hogy félelmet keltsünk másokban.Viselkedésünket leggyakrabban a félelem motiválja, ezért ha valakiben félelmet keltünk, azt saját magunk javára fordíthatjuk. Ezért a szerző szerint kihasználjuk a manipulált személyek tehetetlenségét, magabiztosságuknak hiányát.

## A manipuláció nyelvi eszközei
- lényege, hogy nem nyíltan, hanem burkolt formában akarják befolyásolni a befogadót
- a nyelvi manipulációt már az ókorban is ismerték, a retorika szolgálta a manipulációs célokat
- elsősorban a befogadók érzelmeire kell hatnia a nyelvi közlésnek, és nem az értelemre - a manipulatív közlésben elrejtett emóciók, értékelések és minősítések vannak, melyek azt sugallják, mintha azonos véleményük lenne az adónak és a vevőnek
- a kívánatos tényeket állításként adják elő
- a nyelvi manipuláció esetén a mondattan egyszerű: általában sok a jelmondat, a szlogen
- a mondatok megszerkesztése olyan, hogy a tagadásuk kizárt legyen
- személytelen szerkezet alkalmazása
- a nyelvi manipulációban legnagyobb hatású a stilisztika: a szöveg formájára és nem a tartalmára irányítja a figyelmet
- gyakori módszer a "címkézés"
- rengeteg meggyőzési heurisztikát használ ki, pl.: Illusory truth effect - minél többször találkozunk valamely információval, annál inkább igaznak tekintjük.

A manipuláció pragmatikai szempontból illokúciós aktus, nem a kimondásban, a közlésben, nem is a hatásban érhető leginkább tetten, hanem a kapcsolódó szándékban, illetve annak elrejtésében, álcázásában.

## A manipuláció területei

### Manipuláció a médiában
Leggyakoribb eszközei a montázs és a "mézesmadzag" ígérete.
- a montázs képek egymás mellé helyezését jelenti úgy, hogy azok a befogadó számára - képzettársításokon keresztül - összefüggést teremtsenek
- a "mézesmadzag" ígérete azt jelenti, hogy egy bizonyos dologhoz kívánatos értékeket kapcsolnak pl. híres emberek reklámoznak árucikkeket

### Machiavellista személyiség- a manipuláció mesterei
A machiavellizmus fogalma Niccolo Machiavelli író nevéből jött létre, aki a következőt fogalmazta meg: „A legjobban úgy lehet az emberekkel bánni, ha azt mondjuk nekik, amit hallani akarnak”.  A machiavellista személyiségek úgy akarnak sikert elérni, hogy közben másokat használnak ki. Ha érdekeik úgy kívánják, hajlamosak hazudni. Ügyesek mások megtévesztésében és ahhoz, hogy céljaikat elérjék másokat eszközként használnak fel. A "Sötét Triád" tagjaként definiálják a nárcizmus és a pszichopatológia mellett. A mértékét különböző tesztekkel mérik, az egyik ilyen a Mach-IV teszt.  

### Manipuláció a stratégiai interakciókban
A manipuláció és a megtévesztés szerves tényezői bizonyos stratégiai interakcióknak, melyek egyaránt megjelenhetnek fogadások, póker játékok, katonai műveletek, vagy akár befektetői döntések során is . Ezen interakciók során azt figyelték meg, hogy a támadó és védekező játékosok milyen taktikákat követnek, majd ezeket elemezték. Bizonyos modellek szerint a védekező játékosok sokkal költséghatékonyabbak tudnak lenni, ha a titoktartás és a manipuláció taktikáját követik.

### Weboldalak
- https://web.archive.org/web/20141025172403/http://www.mentofaktura.hu/kollar_meggyozes.pdf
- https://web.archive.org/web/20101228194204/http://www.aczelpetra.hu/index.php/publikaciok/letoelthet-publikaciok/70-a-manipulacio-meghatarozasa-mkoedese-hatasa
- http://www.c3.hu/~magyarnyelv/08-4/barthazi.pdf
- https://web.archive.org/web/20161026173936/http://www.lib.jgytf.u-szeged.hu/alknyelv/aktualis/Banczerovszkii2.htm
- https://mindsetpszichologia.hu/2018/03/22/machiavellistak-a-manipulacio-mesterei-prof-dr-bereczkei-tamas-irasa/ Archiválva 2018. október 14-i dátummal a Wayback Machine-ben
- https://matarka.hu/koz/ISSN_1788-9979/vol_1_no_1_2006/ISSN_1788-9979_vol_1_no_1_2006_169-173.pdf
- http://mek.oszk.hu/05000/05034/html/

### További releváns irodalom
- Árvay Anett 2003: A manipuláció és a meggyőzés pragmatikája a magyar reklámszövegekben.
- Árvay Anett 2007: The analysis of manipulation in Hungarian and American writting advertising discourse.
- Adamik Tamás – A. Jászó Anna – Aczél Petra 2004: Retorika. Budapest: Osiris.
- Bártházi Eszter 2008: Manipuláció, valamint manipulációra alkalmas nyelvhasználati eszközök a sajtóreklámokban.
- Síklaki István 1994: A meggyőzés pszichológiája. Scientia Humana, Budapest.
- Zentai István – Tóth Orsolya 1999: A meggyőzés csapdái. Informális hibák és visszaélések a mindennapi meggyőzésben. Typotex.
- HARRÉ, ROM 1997. Meggyőzés és manipulálás
- BRETON, PHILIPPE 2000. A manipulált beszéd
- CHILTON, PAUL 2002. Manipulation. In VERSCHUEREN et al. eds. 2002. 1–16.
- Ettinger, David, and Philippe Jehiel. 2010. "A Theory of Deception." American Economic Journal: Microeconomics, 2 (1): 1-20.
- Zhuang, J., Bier, V. M., & Alagoz, O. (2010). Modeling secrecy and deception in a multiple-period attacker–defender signaling game. European Journal of Operational Research, 203(2), 409–418.